# Muara Harapan
Muara Harapan is een bestuurslaag in het regentschap Muara Enim van de provincie Zuid-Sumatra, Indonesië. Muara Harapan telt 1518 inwoners (volkstelling 2010).